# Владимир Тошић
Владимир Тошић (Београд, 10. април 1949) српски је композитор, мултимедијални уметник и редовни професор на Факултету музичке уметности у Београду.

## Рад
Студије композиције завршио је у класи Василија Мокрањца а затим је радио у музичким школама „Станковић“ и „Мокрањац“. Од 1986. године на Факултету музичке уметности предаје контрапункт, хармонију и музичке облике. Данас је редовни професор на Катедри за теоријске предмете. Радио је такође и као гостујући професор на Филолошко–уметничком факултету у Крагујевцу и Академији лепих уметности у Београду.
Као композитор Тошић је својом композицијом Mélange (1975) поставио темељ редукционистичког и минималистичког приступа у српској музици и до данас остао један од најдоследнијих заступника тог правца. Био је члан авангардне групе „Опус 4“ која је под окриљем Студентског културног центра деловала почетком седамдесетих година 20. века.
Основа његовог стваралачког приступа је редукционистички принцип, који се у његовом стваралаштву огледа у томе што је дело засновано на битно смањеној количини употребљене грађе, поступака и звучних параметара. Из тих разлога су сва његова дела заснована на веома малом броју различитих елемената а понекад чак и на само једном (боји, ритму, хармонији). Притом више користи, и веома пажљиво развија, оне особине звука које су некада биле од мањег значаја (нпр. звучну боју), док традиционално водеће параметре (нпр. висину тона) ставља у други план. Скоро сва дела Владимира Тошића садрже уочљиве заједничке особине а то су: процесуална организација, репетитивност, симетрична лучна форма и инсистирање на боји.
Бави се доста проширивањем музичког медија кроз аудио–визуелну синестезију, у најширем смислу, тако да је створио низ медијски разноликих дела: ликовних (музичке графике, музички објекти), амбијенталних, сценских, концептуалних, видео радова, фото радова, слајдова... која је излагао на више самосталних и групних изложби.
Дела су му редовно извођена на фестивалима савремене музике у САД и Европи а такође се налазе и на више компакт-дискова.

## Награде и дела
За композицију Воксал за гласхармонику и магнетофонску траку добио је прву награду на конкурсу Томас Блок (Thomas Bloch) у Паризу 2000. године.
Главна дела:
- Mélange, Ди/Фузија, Ариос, Вариал, Дуал, Триал, Воксал, Алтус...